# Ouffet
Ouffet (valonă Oufet) este o comună francofonă din regiunea Valonia din Belgia. Comuna este formată din localitățile Ouffet, Ellemelle și Warzée. Suprafața totală a comunei este de 40,22 km². La 1 ianuarie 2008 comuna avea o populație totală de 2.613 locuitori. 

## Localități înfrățite
- Franța: Vagney.